# Schulpflicht reisender Kinder
Kinder beruflich Reisender unterliegen der Schulpflicht, deren Ausgestaltung der Lebenslage von Kindern beruflich Reisender gerecht wird. Kinder beruflich Reisender sind vor allem Abkömmlinge von Beschäftigten in Zirkus- und Schaustellerbetrieben, von ambulanter Händlern und Binnenschiffern.

## Allgemeines
Der Schulpflicht unterliegen alle Kinder und Jugendliche, die ihrer tatsächlichen Wohnsitz oder gewöhnlichen Aufenthalt oder ihre Ausbildungsstätte oder Arbeitsstätte in Deutschland haben. Ein nur vorübergehender tatsächlicher Aufenthalt (z. B. Durchreise) begründet keine Schulpflicht. Diese umfasst sowohl die Pflicht zum Besuch der allgemeinbildenden Schulen als auch der Berufsschulen.

### Begriffsbestimmung
Als beruflich Reisende bezeichnet man Personen, die ihren Lebensunterhalt an unterschiedlichen Orten (dies kann örtlich, überörtlich, national oder sogar europaweit sein) häufig bei ständigen Einrichtungen wie Märkte, Kirmesveranstaltungen, Zirkusveranstaltungen verdienen (mobiler Verkauf von Dienstleistungen und Waren). Wesensmerkmal beruflich Reisender ist, dass die berufliche Tätigkeit der Eltern nur an wechselnden Orten stattfinden kann und damit zwingend mit der Reise verbunden ist. Kennzeichnend für diese Kinder ist, dass deren Eltern häufig ein Reisegewerbe im Sinne des § 55 der Gewerbeordnung ausüben. Abzugrenzen ist der Begriff beruflich Reisenden von Menschen, die aus beruflichem Anlass reisen (z. B. Journalisten, Handlungsreisende, Pharmarefenten). Im Einzelfall kann die Abgrenzung fließend sein. Beruflich Reisende wurden früher als fahrendes Volk bezeichnet, heute hat sich der Begriff der beruflich Reisenden, nicht nur in Deutschland, etabliert. In Bezug auf beruflich Reisende – meist – ohne festen Wohnsitz, im Gegensatz zur eben beschriebenen Berufsgruppe, wird meist zwischen den folgenden Gruppen unterschieden:
- Logistik – Binnenschifffahrt, Seeleute (Bei der Seeschifffahrt fahren gemeinhin nicht beide Elternteile mit.)
- Handwerk – (fahrende) Scherenschleifer
- Jahrmarkts-, Volksfest- und Varieté-Attraktionen – Schausteller (Fliegende Bauten, Stunt-Shows)
- Kunst – Zirkusangehörige, Artisten, Komödianten, Gaukler, Puppenspieler

### Abgrenzung
Im Einzelfall kann die Abgrenzung fließend sein.

#### Kinder von Angestellten internationaler Unternehmen
Kinder von Angestellten internationaler Unternehmen, Kinder von Beschäftigente des diplomatischen oder konsularischen Corps oder Kinder von Soldaten oder Zivilbediensteten ausländischer Streitkräfte unterliegen nicht den Besonderheiten der Schulpflicht von Kindern beruflich Reisender, da ihre Lebenslage eine andere ist. Die Eltern dieser Kinder verrichten ihre berufliche Tätigkeit zwar nicht von ihrem ursprünglichen Arbeitsort aus, aber an einem festen Ort in Deutschland oder mit Dienstreisen verbunden von einem festen Ort in Deutschland ausgehend. Die Schulpflicht dieser Kinder und Jugendlicher ist grundsätzlich am Wohnsitz durch Besuch einer öffentlichen deutschen Schule oder privaten Ersatzschule (Gleichwertigkeit mit staatlichen deutschen Lehrplänen, meist Befugnis zur Abnahme deutscher Schulabschlüsse, ggf. mit internationalem Schwerpunkt, siehe internationale Schule) zu erfüllen. Abweichend davon regeln vorrangige internationale und bilaterale Abkommen und die Schulgesetze der Länder, dass bei Vorliegen eines wichtigen Grundes – z. B. dem Interesse im Schulsystem der Herkunftslandes zu verbleiben – die Schulpflicht ausnahmsweise auch durch Besuch einer Ergänzungsschule (z. B. in Form einer Auslandsschule, Botschaftsschule usw.) erfüllt werden kann, wenn die Ergänzungsschule grundsätzlich zur Erfüllung der Schulpflicht geeignet ist oder der Aufenthalt des Kindes in Deutschland nur vorübergehend ist. Letzteres ist insbesondere für Kinder von Eltern mit kürzeren Entsendungen oder mit Beschäftigung an saisonalen Einrichtungen von Belang.

#### Sonstige
Nicht unter die Bestimmung für Kinder beruflich Reisender fallen auch:
- Kinder von Alleinerziehenden, die auf einer längeren Geschäftsreise oder auswärts tätig sind oder Kinder von Eltern, die gemeinsam auf einer längeren Geschäftsreise sind
- Kindern von Eltern mit gemeinsamen Sorgerecht, die weit voneinander leben, mit wechselndem Aufenthalt
- Studentinnen und Studenten, die ein Auslandsstudium absolvieren und ein schulpflichtiges Kind haben
- Kinder von im Vertrieb mit hoher Reisetätigkeit Beschäftigter (Handlungsreisende, Handelsvertreter und sonstige Absatzhelfer)
- Kinder des fahrenden Personals (z. B. Fernfahrer)

Für diese Kinder müssen gegebenenfalls individuelle Lösungen gefunden werden.

## Schulpflicht
Gehören zur reisenden Familie auch schulpflichtige Kinder, die unterwegs, also an den Standorten, an denen sich die Familie für kurze Zeit niedergelassen hat, zur Schule gehen müssen, ergibt sich daraus eine Situation, die im Folgenden näher beschrieben werden soll.

### Stammschulen
In vielen deutschen Bundesländern bestehen Schulen, die Kinder aus Familien beruflich Reisender aufnehmen. Diese Schulen, die regelmäßig wiederkehrende Schüler beschulen, werden Stammschulen genannt. Meist handelt es sich dabei um die Schule, die sich in der Nähe des Standortes befindet, zu dem die Familie immer wieder zurückkehrt, sei es, weil sie dort ein Gebäude / eine Wohnung unterhält oder Familienmitglieder dort einen Wohnsitz haben. Diese Schule führt das reisende Kind in seinen Akten und ist für die pädagogische Begleitung auf der Reise sowie für die Zeugnisse und Versetzung / Nichtversetzung verantwortlich. Eine gewisse Zahl reisender Kinder verfügt über eine Stammschule, andere Kinder beruflich Reisender kommen im Laufe ihrer Schulzeit nicht wieder zu der Schule zurück, in die sie eingeschult wurden und gehören somit keiner Stammschule an.

### Stützpunktschulen
Schulen, die Kinder beruflich Reisender während der Reisesaison aufnehmen, heißen Stützpunktschulen. Dabei liegt das Hauptaugenmerk auf der Beschulung reisender Kinder für wenige Tage, meist im Rahmen der stattfindenden Kirmes, des Volksfestes oder einer Zirkusvorstellung. Die Stützpunktschule sollte sich dabei auf die Unterlagen, die das reisende Kind mit sich führt, beziehen (besonders im pädagogischen Sinne – vgl. Schultagebuch) und dem Schulkind ermöglichen, am eigenen, individuellen Lernplan zu arbeiten. Stützpunktschulen werden häufig in regelmäßigen Abständen von reisenden Kindern besucht, da sie in unmittelbarer Nähe der Wohnwagenstellplätze der Reisenden liegen.

### Mitreisende Schulen
Eine Alternative zum ständigen Wechsel der Schule ist die Beschulung in einer mitreisenden Schule. Beruflich Reisende stehen immer vor der Entscheidung, welches die beste Form der Beschulung ihres Kindes darstellt. Dabei haben sie die Alternative zwischen der Beschulung auf der Reise, der Beschulung in einem Internat oder der ständigen Beschulung in ein und derselben Schule in der Nähe eines festen Standortes. Dieser Standort wird dann entweder täglich für die Beschulung angefahren, oder das Kind lebt dauerhaft bei Verwandten oder in einer Pflegefamilie. Bei den mitreisenden Schulen gibt es unterschiedliche Konzepte, die im Folgenden erläutert werden sollen.

#### Schule für Circuskinder in Nordrhein-Westfalen
Die Evangelische Kirche im Rheinland hat im Jahre 1994 die Gründung einer Schule zur Beschulung von Kindern aus Zirkussen beschlossen. Somit können seit 1994 Kinder, deren Eltern in Nordrhein-Westfalen beruflich im Rahmen ihrer Tätigkeit im Zirkus unterwegs sind, ihre Kinder an der Schule für Circuskinder anmelden. Bei der Betreuung durch diese Form der mitreisenden Schule entstehen bei den Schülern keine Defizite durch den ständigen Schulwechsel, sie haben einen festen Ansprechpartner während ihrer gesamten Schullaufbahn und haben die Möglichkeit, alle Schulabschlüsse entsprechend ihrer Fähigkeiten zu erwerben.

#### Schule für Kinder beruflich Reisender in Hessen
Diese mitreisende Schule ist erst vor kurzem gegründet worden. Sie knüpft an das Modell der Schule für Circuskinder an und beschult seit 2010 unter der Leitung des Evangelischen Vereins für Innere Mission in Nassau (EVIM) Kinder beruflich Reisender. Das Hessische Kultusministerium vertraute EVIM die Aufgabe an, diese Schulform in Hessen aufzubauen und zu betreiben. Im Gegensatz zur Schule für Circuskinder in NRW werden von der hessischen Schule für Reisende alle Kinder von in Hessen beruflich Reisender beschult.

#### Stichting Rijdende School in den Niederlanden
In den Niederlanden existiert schon seit über 50 Jahren eine Schule für Kinder beruflich Reisender. Hier werden die Schüler während der Reisesaison in mobilen Klassenräumen von Lehrkräften der Rijdende School unterrichtet. Das Schuljahr ist eingeteilt in eine verpflichtende Anzahl von Tagen, an denen eine Schule besucht werden muss, und Tagen, an denen unterrichtsfrei ist. Dieses kann von der jeweiligen Familie je nach Reiseverhalten flexibel gehandhabt werden. Diese Schulform steht allen Kindern beruflich Reisender bis zu einem Alter von 12 Jahren (entspricht dem Besuch der 6. Klasse) offen. Danach können Kinder von Reisenden nur noch beratend betreut werden und müssen eine stationäre Schule besuchen.

#### Mitreisende Privatlehrer
Einige große Unternehmen, hauptsächlich im Bereich der Zirkusse, beschäftigen auf privater Basis Lehrer, die den Zirkus während der Reisesaison begleiten und die dort lebenden Kinder unterrichten. In diesem Falle können Reisewege flexibel gestaltet werden und die Schüler sind nicht auf den Besuch immer wechselnder Schulen angewiesen.

### Berufsschule
Beruflich Reisende haben selbstverständlich die Möglichkeit, bei Vorliegen der Eingangsvoraussetzungen eine Berufsausbildung nach ihrer Wahl durchzuführen. Für den Beruf des Schaustellers gibt es allerdings kein Ausbildungsberufsbild, so dass Jugendliche, die ohne weitere Ausbildung in ihrem Familienbetrieb oder in einem eigenen Geschäft arbeiten wollen, die Berufsschule als Schüler ohne Ausbildungsverhältnis besuchen müssen. In einem Schulversuch werden in Nordrhein-Westfalen, Hessen und Schleswig-Holstein Berufsschullehrgänge, die aus den EU-Projekten BeKoSch und eLVET hervorgegangen sind, angeboten.

### Fachhochschulreife oder Abitur
In Nordrhein-Westfalen ist ein Schulbesuch außerdem im Rahmen des an Weiterbildungskollegs angebotenen Lehrgangs abitur-online.nrw möglich. Mit dem mittleren Schulabschluss (Fachoberschulreife) können beruflich Reisende am Westfalen-Kolleg in Dortmund den Lehrgang "abitur-online für beruflich Reisende "besuchen und damit neben der beruflichen Tätigkeit den schulischen Teil der Fachhochschulreife oder ein Abitur erlangen.

## Unterstützungssysteme
Um Kindern auf der Reise helfen zu können, sind im Laufe der Jahrzehnte unterschiedliche Unterstützungssysteme entwickelt worden, von denen eine Auswahl hier vorgestellt werden soll.

### Bereichslehrer
In einigen Bundesländern Deutschlands unterstützen Bereichslehrer den Schulbesuch reisender Kinder und beraten deren Eltern. Sie helfen bei der Suche nach geeigneten Schulen auf der Reise, melden das Kind dort an, helfen bei den Hausaufgaben oder unterstützen durch gezielten Förderunterricht. Sie führen bei Bedarf Gespräche mit Lehrkräften, helfen bei Schulproblemen oder geben Tipps für die Schullaufbahn. Diese Aufgaben variieren je nach Bundesland und Zeitkontingent der einzelnen Lehrkraft. Gemeinsames Ziel aller ist jedoch immer die Unterstützung der vom ständigen Schulwechsel betroffenen Kinder.

### e-learning
Einen wichtigen Stellenwert nimmt seit einigen Jahren das Lernen auf elektronischem Wege ein. Hier existieren mittlerweile unterschiedliche Systeme, die Schulkindern Unterstützung beim Erlernen von Schulstoff bieten können. Schulen wie die Schule für Circuskinder oder die Stichting Rijdende School helfen ihren Schülern durch speziell zugeschnittene Formen des online-Lernens. Andere Plattformen wie LARS können als ergänzendes Schulangebot (e-learning ersetzt nie den Schulbesuch) genutzt werden.

### BeKoSch und eLVET
Als Ergebnis zweier EU-Projekte „Entwicklung beruflicher Kompetenzen für Schausteller durch blockweisen Unterricht“ (kurz BeKoSch) und e-learning for the vocational education of travellers/ e-Learning für die beruflich Bildung beruflich Reisender (kurz eLVET) haben Schüler, die der Berufsschulpflicht unterliegen, die Möglichkeit, für ihren Beruf adäquate Inhalte zu erlernen. Die Besonderheit dieses Berufsschulangebotes liegt in der Form des Unterrichts, der als Block- bzw. Fernunterricht angeboten wird. Durch die Kombination von Blockunterricht in den Zeiten eingeschränkter Reisetätigkeit und Fernunterricht, der in dem EU-Projekt eLVET entwickelt wurde, kann in zwei Jahren die Berufsschulpflicht erfüllt werden, was dem Reiseverhalten von Zirkus- und Schaustellerfamilien entgegenkommt.

### Schultagebuch
Ein weiterer Baustein zur Unterstützung des Schulbesuchs auf der Reise ist das Schultagebuch. Die Kultusministerkonferenz (KMK) der Länder hat in den letzten Jahren stetig an einem einheitlichen Dokumentationssystem für die Schullaufbahn reisender Kinder gearbeitet und ein Schultagebuch für reisende Kinder für die bundesweite Verwendung genehmigt. Es kann von Eltern über die Bereichslehrkräfte bezogen werden, wobei Eltern verpflichtet sind, ein Schultagebuch für ihr Kind zu führen und bei jedem Besuch einer Schule dort vorzulegen.
Zusätzlich zum Schultagebuch gibt es eine von der KMK verabschiedete Handreichung „Leben und Lernen auf der Reise“. Sie dient vor allem Lehrkräften an Stamm- und Stützpunktschulen zur Information und sollte sowohl in der Schule, die reisende Kinder betreut, als auch im Schultagebuch zu finden sein. Auch Eltern können dieser Handreichung wichtige Informationen entnehmen. Ein dritter Bereich des Schultagebuches betrifft die vom Schulausschuss der KMK verabschiedete Fassung der Lernbausteine. Sie geben verbindliche Unterrichtsinhalte an und werden in einem Zeitraum von fünf Jahren erprobt und anschließend evaluiert.
Das Schultagebuch begleitet das Kind während der gesamten Schulzeit, es hilft den Lehrern auf der Reise, das zutreffende Unterrichtsangebot bereitzustellen und ermöglicht den Eltern, den Lehrern der Stützpunktschulen sowie den Bereichslehrkräften einen Überblick über den Lernfortschritt des Kindes. Es verbleibt am Ende der Schulzeit beim Schüler.

## Innovationsansätze
Das Leben auf der Reise unterliegt ständigen Veränderungsprozessen. Strukturen in Städten und Kreisen verändern sich, die Lebensgewohnheiten der Bevölkerung sind durch Neuerungen ständigen Umbrüchen unterworfen und auch das Reiseverhalten von beruflich Reisenden gestaltet sich immer unterschiedlicher. Um diesem stetigen Wandel gerecht zu werden, wurden in den letzten Jahren immer wieder Projekte ins Leben gerufen, die den veränderten Bedingungen Rechnung tragen sollen.

### EVIS

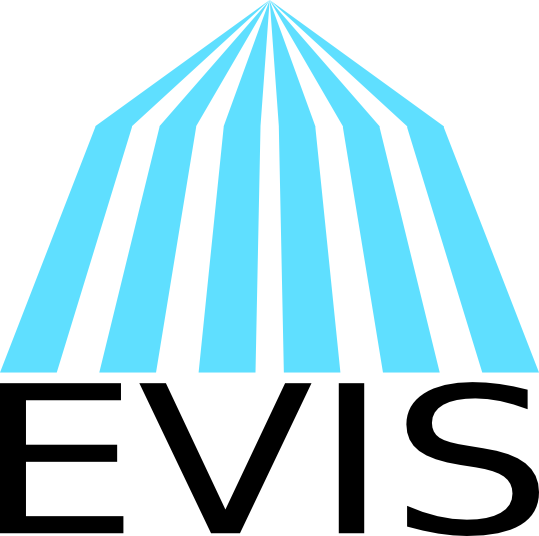
Logo des COMENIUS-Projektes EVIS

EVIS untersucht über einen Zeitraum von zwei Jahren sowohl auf niederländischer als auch auf deutscher Seite die Wirksamkeit von Schulbegleitsystemen für reisende Kinder. Das Projekt wurde im Rahmen von COMENIUS der Europäischen Kommission in der erstmals aufgelegten Aktion Comenius-Regio im Jahr 2009 gestartet. Im Zuge des Projektes sollen Innovationsansätze ermittelt und erprobt werden, um für Kinder von beruflich Reisenden bessere schulische Bedingungen zu schaffen.
Für die Bezirksregierung Arnsberg ist die Stichting Rijdende School aus den Niederlanden ein idealer Projektpartner mit langer Tradition und Erfahrung in der Betreuung von Schausteller- und Zirkuskindern. Insbesondere bietet der konsequente Einsatz von IT und mobilen Lehrkräften Anregungen für die weitere Entwicklung des deutschen Schulbegleitsystems für reisende Kinder.
Das Projekt wurde am 31. Juli 2011 erfolgreich abgeschlossen. Ergebnisse und Produkte sind über den Einzelnachweis einsehbar.

### Deutschlandweite Schule für reisende Kinder
Noch in der Zukunft liegt das Projekt einer deutschlandweiten Schule für reisende Kinder. Sie würde alle Kinder von beruflich Reisenden aufnehmen und die Möglichkeit des Schulbesuchs auf der Reise anbieten. Kinder von Reisenden wären damit nicht mehr gezwungen, die Schulen zu wechseln oder getrennt von ihren Eltern zu leben, um eine kontinuierliche Schullaufbahn zu haben.
Schüler würden durch Schulwagen auf jeder größeren Veranstaltung betreut, hätten einen festen Ansprechpartner zu allen Fragen des Schulbesuchs und hätten sicherlich im Zuge der sich wandelnden Gesellschaft bessere Bedingungen und Chancen, ihren Wunschberuf und damit die Sicherung ihres Lebensunterhaltes auszuüben.

### ETT EDU (European Transfer of Travellers vocational Education)
Am 5. August 2011 wurde dieses Projekt im Rahmen des EU-Programms „Lebenslanges Lernen, Aktion Leonardo da Vinci Innovationstransfer“ bewilligt. Projektstart war der 1. Oktober 2011. Die Laufzeit beträgt zwei Jahre. Das Projekt nutzt im Wesentlichen die Ergebnisse und Erkenntnisse der Vorgängerprojekte BeKoSch und eLVET.
ETT EDU macht die vielfältigen Fähigkeiten, die Schausteller innerhalb des Familienverbundes erwerben, transparent und ergänzt diese durch neue tätigkeitsrelevante Qualifikationen in einem Konzept des lebenslangen Lernens. Innerhalb des Projekts soll dieses nachhaltige Lernsystem zur beruflichen Bildung und Weiterbildung transferiert und weiter entwickelt werden.
Zielgruppe des Projekts sind Jugendliche aus Schausteller- und Zirkusfamilien aus den beteiligten Ländern Deutschland, Niederlande, Frankreich und dem Vereinigten Königreich.
Koordiniert wird ETT EDU durch das Berufskolleg Herne. Die Zusammensetzung des Partnerkreises, in dem die ausführenden Bildungseinrichtungen mit politisch verantwortlichen Institutionen, mit wissenschaftlichen Akteuren und insbesondere mit den in Bezug auf die Zielgruppe der Schausteller überaus relevanten Verbänden zusammengebracht werden konnten, gewährleistet die Projekt-Nachhaltigkeit.
Als nachhaltiges Ergebnis des Projektes wird von der Partnerschaft eine Europäische Berufsbeschreibung für den Beruf des Schaustellers nach dem EQF/EQR angestrebt.